# Überbestimmung
Als Überbestimmung wird in Teilgebieten der Mathematik und deren Anwendungen typischerweise das Problem bezeichnet, dass ein System durch mehr Gleichungen als Unbekannte beschrieben wird. Im allgemeinen Fall können die Einschränkungen an das System auch in Form von Ungleichungen und anderem vorgegeben sein. Es liegen also mehr Informationen vor, als zur Bestimmung der Parameter in einer Modellbeschreibung des Systems nötig sind.
Die zusätzliche, ggf. widersprüchliche Information kann verschiedenen Zwecken dienen:
- zur Kontrolle des Systems, etwa beim Zusammenfügen mehrerer Operate oder beim Vorliegen unterschiedlicher Bearbeitungsmethoden,
- zur Steigerung der Genauigkeit, weil jede zusätzliche Beobachtung die Wirkung kleiner, unvermeidlicher Messabweichungen verringern kann,
- für Aussagen über die Bestimmtheit und Verlässlichkeit eines Systems.

Durch die zusätzlichen Gleichungen oder Messungen kommt es häufig zu Widersprüchen im System, die aber nicht selten geeignet auflösbar sind.

## Geodäsie, Satellitensysteme
In der Geodäsie wird mit „Überbestimmung“ das Vorhandensein oder die Messung zusätzlicher, insbesondere geometrischer Größen wie Richtungen oder Strecken bezeichnet, die über die notwendigen Bestimmungsstücke eines Modells hinausgehen. Das einfachste Beispiel ist die Messung eines dritten Winkels im Dreieck, der sich mit den zwei anderen zu 180° ergänzen müsste. Komplexere Fälle sind geometrische Körper oder Vermessungsnetze, bei denen überschüssige Messungen oder Daten vorliegen. Ein aktuelles Alltagsbeispiel sind Navigationssysteme: Bei drei empfangbaren Navigationssatelliten lassen sich der geographische Längen- und Breitengrad direkt berechnen, bei vier Satelliten zusätzlich die Höhe über Meeresspiegel, doch bei noch mehr Satelliten wird das System überbestimmt.

## Werkzeuge
Die mathematischen Werkzeuge zur korrekten Bearbeitung von Überbestimmungen sind in vielen Fällen die Ausgleichsrechnung und die Varianzanalyse. Sie beruhen auf der statistischen Verteilung unmerklicher Einflüsse (siehe Normalverteilung) und minimieren die Widersprüche zwischen überzähligen Messungen oder Angaben mit der Methode der kleinsten Quadrate. Als Ergebnis erhält man die wahrscheinlichsten Werte der Unbekannten und die sogenannten Residuen (Restabweichungen) zwischen den endgültigen Werten und den einzelnen Bestimmungsgrößen. Aus diesen Residuen können die einzeln wirksamen Fehleranteile herausgerechnet und für eine Verfeinerung des mathematisch-physikalischen Modells verwendet werden.
Typischerweise haben überbestimmte Systeme keine exakte Lösung. Für überbestimmte Systeme linearer Gleichungen wird ersatzweise anstelle des ursprünglichen Systems ein passend bestimmtes lineares Ausgleichsproblem gelöst, mit dem ein Lösungsvektor bestimmt wird, der den Fehler so klein wie möglich macht. Für überbestimmte Systeme nichtlinearer Gleichungen wird vielfach die sogenannte Gauß-Newton-Methode herangezogen.

## Differentialgleichungen
Bei Systemen von Differentialgleichungen wird der Begriff ebenfalls verwendet. Zum Beispiel seien in zwei Dimensionen die partiellen Ableitungen einer Funktion {\displaystyle z(x,y)} durch zwei verschiedene Funktionen {\displaystyle \phi _{1}(x,y,z),\phi _{2}(x,y,z)} gegeben (die in einem Gebiet samt ihren partiellen Ableitungen stetig sind). Es gibt also mehr Gleichungen als Unbekannte, das Differentialgleichungssystem ist überbestimmt. Man macht dann häufig die Zusatzbedingung, dass die Funktion f samt ihren Ableitungen stetig sein soll, wozu die partiellen Ableitungen vertauschen müssen, was eine zusätzliche Integrabilitätsbedingung ergibt.

## Bedingungen
Allgemein hat man bei überbestimmten Systemen von Differentialgleichungen ähnlich wie bei linearen Gleichungen die Frage zu klären, ob sie dasselbe System beschreiben und wie dieses spezifiziert wird. Bei linearen Gleichungen führt das auf die Frage, ob alle Gleichungen voneinander linear unabhängig sind (Bestimmung des Rangs der zugehörigen Matrix). Bei Systemen von partiellen Differentialgleichungen führt das auf Kompatibilitätsbedingungen aus der Vertauschbarkeit der partiellen Ableitungen. Man spricht hier auch von vollständiger Integrierbarkeit. Ein Beispiel ist hier der Satz von Frobenius in der Differentialgeometrie, der angibt, wann ein System partieller Differentialgleichungen in q Dimensionen im {\displaystyle \mathbb {R} ^{n}} zu einem q-dimensionalen Tangentialraum einer Mannigfaltigkeit gehört. Die Bedingung dafür ist für Frobenius, dass der Kommutator der Vektorfelder des Systems wieder in diesem liegt.

## Statik
Für den Begriff Überbestimmtheit (Unbestimmtheit) in der Statik siehe Statische Bestimmtheit (hier liegt im Gegensatz zu den oben betrachteten Fällen die Situation vor, dass weniger lineare Gleichungen vorhanden sind, als zur Bestimmung der Unbekannten nötig sind).